# Dobra proizvodna praksa
Dobra proizvodna praksa (DPP, angl. GMP) je del sistema doseganja kakovosti, ki zagotavlja, da so izdelki dosledno proizvedeni in nadzorovani v skladu u ustreznimi standardi glede na njihov namen uporabe.
Sestavljena je iz dobrih higienskih navad in dobre organizacije dela. V sklop dobre higienske prakse se vključuje ustrezno sanitarno-tehnično izvedena infrastruktura in ustrezno usposobljeno ter osveščeno osebje. Oboje je na Slovenskem v praksi že dobro poznano in se že več let izvaja preko sanitarno-tehničnih pregledov in tečajev higienskega minimuma. Vendar pa je temu znotraj GMP treba dodati novo kvaliteto: to je prilagajanje dejanskemu procesu dela. Delo je treba organizirati tako, da proizvodni proces znotraj določenih pogojev teče tako, da se tveganja za končni izdelek in s tem tudi za zdravje potrošnika zmanjšajo na minimum in obratno; pogoje v določenem obratu moramo v čim večji meri prilagoditi proizvodnemu procesu. Dobra organizacija dela je druga nujna sestavina GMP in je specifična za vsak posamezni obrat. Delo moramo organizirati tako, da znižamo št. CCP (kritične kontrolne točke) na minimum.